# Portret van Irma Sèthe
Portret van Irma Sèthe is een schilderij van de Belgische kunstschilder Théo van Rysselberghe, gemaakt in 1894, olieverf op doek, 197 x 114,5 centimeter groot. Het toont Irma Sèthe, een van de dochters uit een bevriend Brussels gezin, terwijl ze viool speelt, geschilderd in een pointillistische stijl. Het werk bevindt zich thans in de collectie van het Musée du Petit Palais te Genève.

## Context
Van Rysselberghe behoorde in 1884 tot de oprichters van het avant-gardistische kunstenaarsgenootschap Les XX (Les Vingt). De leden van Les XX werden aanvankelijk vooral geïnspireerd door het impressionisme, maar onder invloed van Georges Seurat en Paul Signac, die ook exposeerden op de 'salons' van Les Vingt (Signac zou zelfs lid worden van het genootschap), schakelden diverse van haar leden al snel over op een neo-impressionitische stijl.
Van Rysselberghe keek zijn pointillistische techniek vooral af van Seurat. Toen hij in 1886 te Parijs diens Dimanche d'été à la Grande Jatte zag was hij naar eigen zeggen 'als door de bliksem getroffen'. Waar hij eerder vooral oude meesters bestudeerde op zoek naar oplossingen voor het weergeven van lichteffecten, vond hij pas na zijn kennismaking met Seurat de oplossing, in de verfstipjes van het Divisionisme.

## Afbeelding
De kunstzinnige Brusselse familie Sèthe behoorde tot de vriendenkring van Van Rysselberghe. Meermaals portretteerde hij de drie dochters van de familie, Irma, Maria (de latere vrouw van Henry Van de Velde) en Alice (later getrouwd met beeldhouwer Paul Dubois). Portret van Irma Sèthe toont Irma tijdens haar vioolspel. Musiceren speelde een belangrijke rol in het gezin Sèthe. Maria speelde harmonium en Irma was in de leer bij Eugène Ysaÿe, de bekende violist en leraar aan het Koninklijk Conservatorium Brussel. Van Rysselberghe portretteert Irma Sèthe geheel verdiept in haar vioolspel. Goed kijken leert echter snel dat ze niet alleen is: in het vertrek naast haar zit nog een vrouw, wellicht een van haar zusters Maria of Alice. Het weergeven van deze tweede, deels verholen figuur verleent het schilderij een bijzondere spanning. Het roept de vraag op wie ze is, wat ze doet, waarom ze achter de deur zit.
Portret van Irma Sèthe is een typerend voorbeeld van het Belgisch pointillisme. Het zwarte satijn van Irma's jurk licht op in vol roze, samengesteld uit duizenden puntjes van ongemengde kleuren. De veranderende licht- en kleureffecten creëren een sterk plastisch effect op de vouwen in de mouwen en de rok. De gladgeschuurde vloer en de ongedefinieerde muur vormen als het ware een geometrische omlijsting voor de figuur van Irma, waardoor alle aandacht zich op haar persoon richt. De zuivere puurheid van de weergave wekt een indruk van perfectie.
Van Rysselberghe maakte met zijn Portret van Irma Sèthe direct grote indruk op zijn collega-schilders, meer in het bijzonder ook op Paul Signac, die het in zijn dagboek beschreef als 'buitengewoon delicaat'. Het portret werd in 1895 tentoongesteld in de Parijse Salon des Indépendants, in 1898 op de salon van La Libre Esthétique en in 1899 op de dertiende tentoonstelling van de Weense Secession. Het vestigde Van Rysselberghes naam in Europa als vooraanstaand pointillistische kunstschilder. Hij was een der weinige pointillisten die zich primair richten op de portretteerkunst. Langer dan veel van zijn Belgische collega's, die rond 1900 in meerderheid overgestapt waren naar het fauvisme, bleef hij zijn divisionistische techniek trouw.